# جارية بن قدامة
جارية بن قدامة التميمي السعدي، صحابي، عم الأحنف بن قيس، وقيل: ابن عم الأحنف؛ قاله ابن منده وأبو نعيم؛ إلا أن أبا نعيم قال: وقيل ليس بعمه ولا ابن عمه أخي أبيه، وإنما سماه عمه توقيراً، وهذا الأصح؛ فإنهما لا يجتمعان إلا إلى كعب بن سعد بن زيد مناة، على ما نذكره؛ فإن أراد بقوله: ابن عمه أنهما من قبيلة واحدة، فربما يصح له ذلك، وهو: جارية بن قدامة بن مالك بن زهير بن حصن، ويقال: حصين بن رزاح وقيل: رياح بن أسعد بن بجير بن ربيعة بن كعب بن سعد بن زيد مناة بن تميم التميمي السعدي، يكنى أبا أيوب وأبا يزيد، يعد في البصريين، روى عنه أهل المدينة وأهل البصرة.
فمن حديثه ما أخبرنا به أبو ياسر بن أبي حبة بإسناده إلى عبد الله بن أحمد قال: حدثني أبي، أخبرنا يحيى بن سعيد، عن هشام، يعني ابن عروة، أخبرني أبي، عن الأحنف بن قيس، عن عم له يقال له: جارية بن قدامة أن رجلاً قال: يا رسول الله؛ قل لي قولاً وأقلل لعلي أعقله. قال: «لا تغضب»، فأعاد عليه ذلك مراراً كل ذلك يقول: «لا تغضب». قال يحيى: قال هشام: «قلت: يا رسول الله» وهم يقولون: لم يدرك النبي صلى الله عليه وسلم وكان من أصحاب علي بن أبي طالب، وشهد معه حروبه، وهو الذي حصر عبد الله بن عمرو بن الحضرمي بالبصرة في دار ابن سنبل وحرقها عليه، وكان معاوية أرسله إلى البصرة ليأخذها له، فنزل ابن الحضرمي في بني تميم، وكان زياد بالبصرة أميراً فكتب إلى علي، فأرسل علي إليه أعين بن ضبيعة المجاشعي، فقتل غيلة، فبعث علي بعده جارية بن قدامة فأحرق علي بن الحضرمي الدار التي سكنها. أخرجه الثلاثة.